# 機場消防隊
機場消防隊（英文：FSD (Airport Division)）隸屬於香港消防處，並由其屬下的新界南總區管轄，負責香港國際機場禁區及其水域範圍內提供飛機救援消防的消防及救護服務。

至於香港國際機場禁區外範圍的其他消防及救護服務，則由新界南總區轄下西南區內的赤鱲角南消防局（前稱赤鱲角消防局）和赤鱲角北消防局負責。

機場消防隊的佈局、裝備以及水準，令香港國際機場達致符合「十級機場」國際標準，即消防車輛可以於2分鐘之內抵達跑道上任何範圍，或者於3分鐘之內抵達其他的飛機活動區。

## 組織

### 架構
- 機場消防隊由一名高級消防區長擔任主管及一名消防區長擔任副主管，轄下三間消防局及兩間海上救援局，各局分成3隊輪值[1]
  - 機場南消防局，前稱機場消防主局，位於機場南跑道旁；
  - 機場中消防局，前稱機場消防分局，位於航空交通控制中心大樓旁；
  - 機場北消防局，2022年啟用，位於機場北跑道旁(即第三跑道旁)；
  - 機場東消防局，興建中
  - 機場海上救援東局，位於亞洲國際博覽館旁；
  - 機場海上救援西局，位於機場地面維修大樓側。[2]

為了配合機場第三跑道發展，消防處會在第三跑道設立機場東消防局及禁區外的赤鱲角北消防局 。另外消防處也設置全世界第一個在機場禁區運作的固定洗消設施，以備一旦在機場發生化學、生物、輻射或核事故時作應對的措施。

### 車輛
機場消防隊每所消防局均配備相同的消防車輛及救護車輛隊伍，每隊至少包括兩輛快速截擊車、兩輛重型泡車、一輛喉泡車、一輛無積升降台車及一輛救護車。每當機場發生飛機意外事故，兩間消防局都會立刻出動全體隊伍，合共14輛消防車及兩輛救護車。
機場消防車的車身編號是用作區分車輛的屬局和車型之用；左邊第一組數字為車輛的屬局而第二組數字是用作區分消防車的種類，詳情請參閱下表:
第一組數字 (屬局)         第二組數字 (車種)

1 機場消防南局            1 快速截擊車

2 機場消防南局            2 重型泡車

3 機場消防中局            3 喉泡車

4 機場消防中局            4 剌針式無積升降台 / 高空伸縮泡塔車

5 機場消防北局

6 機場消防北局

7 機場消防東局（準備中）

8 機場消防東局（準備中）

- 快速截擊車（R11，R21，R31，R41，R51，R61）：儲水容量達9,000至10,000公升、濃縮泡沫容量達1,080至1,200公升。快速截擊車設有一支射程達90米的泡炮，以六輪推動，能夠在惡劣天氣或者崎嶇地勢下仍然能夠在迅速趕赴事故現場。另外R11及R31各有乾粉250公斤，R21及R41各有滅火用二氧化碳250公斤。

- 重型泡車：
  - R22：於2009年耗資逾一千萬港元購買，由意大利製造，於2012年投入服務。重型泡車R22長13.13米、闊3米、高3.85米，總負重量為47.7噸；儲水容量達16,000公升、儲泡容量達1,920公升，設有一支射程達90米的泡炮，在工作壓力16巴時出泡量為每分鐘7,500升。車輛提速由0至80公里於25秒內完成，極限時速為每小時140公里[4]。
  - R32：於2009年購買。儲水容量達13,800公升、儲泡容量達1,675公升，設有一支泡炮；由於配備由獨立引擎所操作的消防泵，故此在以時速達每小時80公里行駛時，仍然能夠以出泡量達每分鐘7,000升出泡[5]。
  - R12，儲水容量達14,300升，儲泡容量達1,700升。
  - R42，儲水容量達16,000升，儲泡容量達1,920升。
  - R52
  - R62

- 無積升降台車（R14，R34）：儲水容量達6,000升，儲泡容量達720升，乾粉250公斤，滅火用二氧化碳200公斤。據消防處網頁稱，車身配備先進的紅外線熱能探測器及液壓升降臂連混合喉筆。此外還配備可刺穿機殼的刺針噴管，在機倉內射水或泡以降低熱度，增強應付飛機火警及拯救能力。

- 喉泡車（R13，R23，R33，R43）：儲泡容量達3,400升，乾粉250公斤。

- 高空伸縮泡塔車（R54）

2022年4月，消防處更換了新消防車，下述消防車是由世界四大消防集團之一，奧地利的盧森保亞集團出產的美洲豹系列消防車，分別是搶救21，搶救41，搶救51和搶救61快速截擊車，搶救22，搶救42，搶救52和搶救62重型泡車，搶救54高空伸縮泡塔車。其中搶救21和搶救41及搶救22和搶救42是因服役超過十年而更換。

### 船隊
兩所海上救援局合供配備2艘高速雙體式船隻──指揮船一號（CBt1）及指揮船二號（CBt2），每艘載員6人，儲泡容量達2,400升；及8艘大馬力快艇。

## 歷史
香港國際機場的消防及救護服務早於1948年開始運作，當時由民航處的航空交通管理組管理，至1954年由一名消防區長接管有關工作，可是當時消防區長仍然直接向民航處處長負責。
1962年4月1日，機場的消防及救護服務的架構進行重組，兩名消防隊長及39名消防員加入，相關單位亦改稱機場消防隊。根據當時法例，民航處處長須負責任何在機場事故行動上的服務及提供所需器具，消防處處長則負責機場消防隊的行政及紀律。現時，隨著機場搬遷，相關法例經已修改，原由民航處負責的部分，改由香港機場管理局負責，機場消防隊的角色則仍然保留。
2000年4月1日，機場消防隊的開支改由政府承擔。
2011年，機場消防隊處理了106宗事故。
2012年，由於香港國際機場即將擴建，故此相關緊急設施亦需要加強，為了達到於兩分鐘內抵達跑道的要求，機場消防隊預期需要額外興建兩所消防局，使香港國際機場禁區內的消防局數目從4所增至6所。同年，機場消防處處理了127宗與飛機事故相關的案件及1,218宗救護服務召喚。

## 遴選訓練
投考加入機場消防隊的人員，必須有至少5年的服務資歷，及於45歲以下，成功通過遴選者，需要接受與飛機相關的拯救訓練，並且成功通過考核，方才加夠成為一員。
所有機場消防隊助理區長級人員均需要遠赴英國接受有關航空防火及搶救的訓練，並且考取認可資格，方可以成為機場消防隊主管。

## 已知行動紀錄
- 中華航空642號班機空難

## 相關參見
- 機場警區
- 機場保安有限公司

## 外部連結
- 機場消防隊 （页面存档备份，存于）